# Sloup se sousoším Panny Marie (Jindřichov)
Sloup se sousoším Panny Marie je ojedinělý mariánský sloup na Osoblažsku, který se nachází u hlavního vstupu do zámku v Jindřichově v okrese Bruntál. Monumentální barokní sousoší je chráněno jako kulturní památka od roku 1958 a je zapsáno do Ústředního seznamu kulturních památek ČR.

## Historie

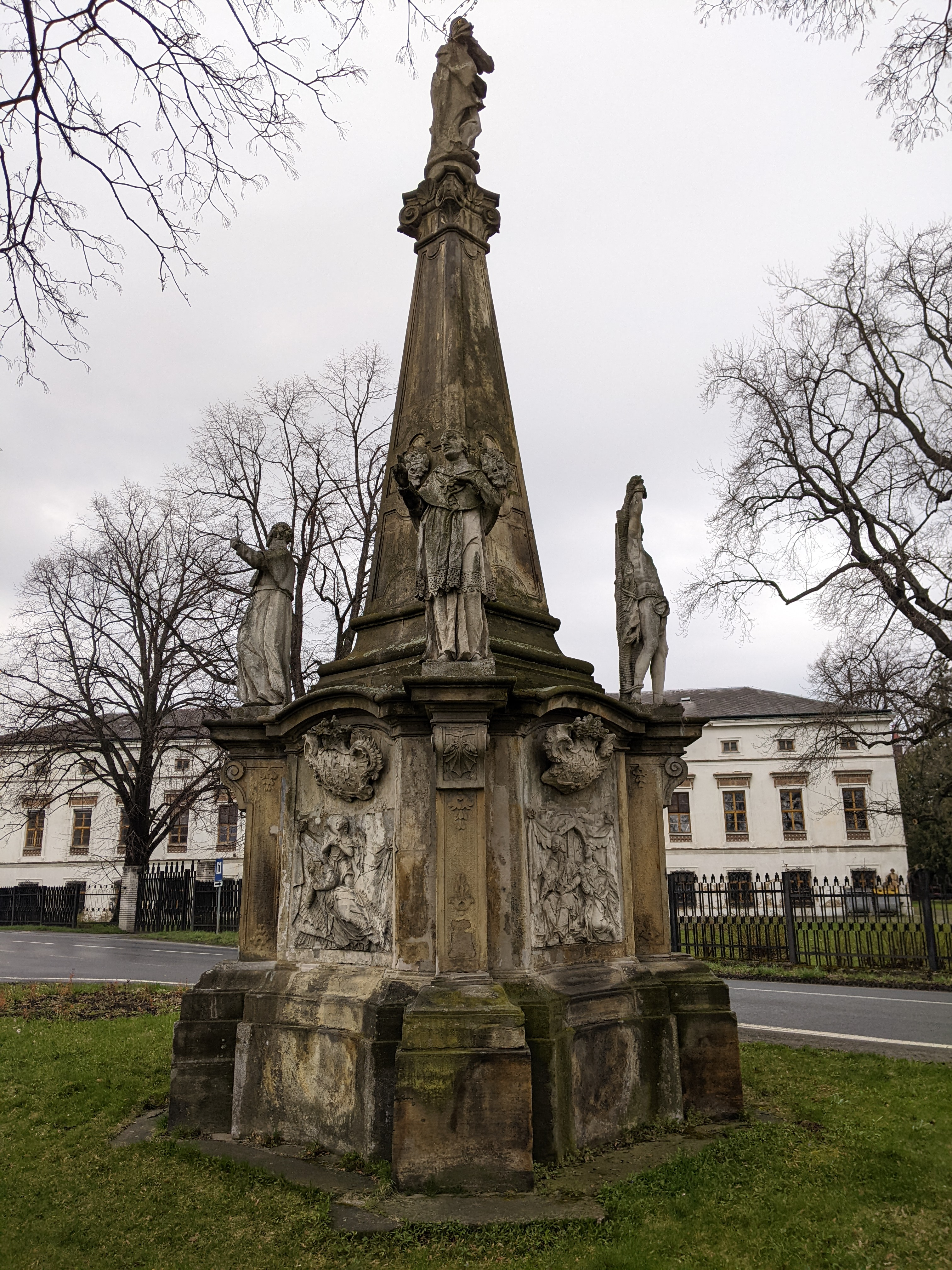

Sousoší vzniklo z podnětu hraběnky Korduly Bartensteinové v roce 1757. Návrh vytvořil krnovský stavitel Georg Friedrich Gans a sousoší vytvořil sochař Václav Heinisch, autorem polychromie je krnovský malíř Josef Wolf. V letech 1957–1958 bylo sousoší restaurováno akademickým sochařem Alešem Rozedralem z Ostravy a další restaurování bylo v roce 2003.

## Popis
Na nízkém soklu je hranolový podstavec, který je v nárožích členěn na koso postavenými pilastry s volutovými hlavicemi, na nichž je průběžná římsa. Jednotlivá pole jsou zdobená ve spodní části reliéfy, které znázorňují svatého Jana Nepomuckého  zpovídajícího královnu, svatou Rozálii, vidění svaté Terezie a vzkříšení svatého Lazara. Nad reliéfy pole přecházejí v segmentové štíty, pod kterými jsou zavěšeny rokajové kartuše. V kartuších jsou znaky Jana Kryštofa z Barteinsteina. Na průběžné římse v rozích stojí postavy světců Šebastiána, Rocha, Ignáce a Karla Boromejského. Z podstavce vybíhá komolý jehlan zakončený volutovou hlavicí, na ni je zeměkoule ovinutá hadem. Na zeměkouli stojí v kontrapostu v bohatě zvlněném rouše Panna Marie s rukama na prsou.